# Teresio Chiodi
Teresio Chiodi (Alessandria, 28 gennaio 1912 – Alessandria, 21 dicembre 1971) è stato un calciatore italiano, di ruolo portiere.

## Carriera
Giocò in Serie A con l'Alessandria. Militò poi nel Legnano e nel Derthona.